# Bahnradsport-Europameisterschaften der Junioren/U23 2013

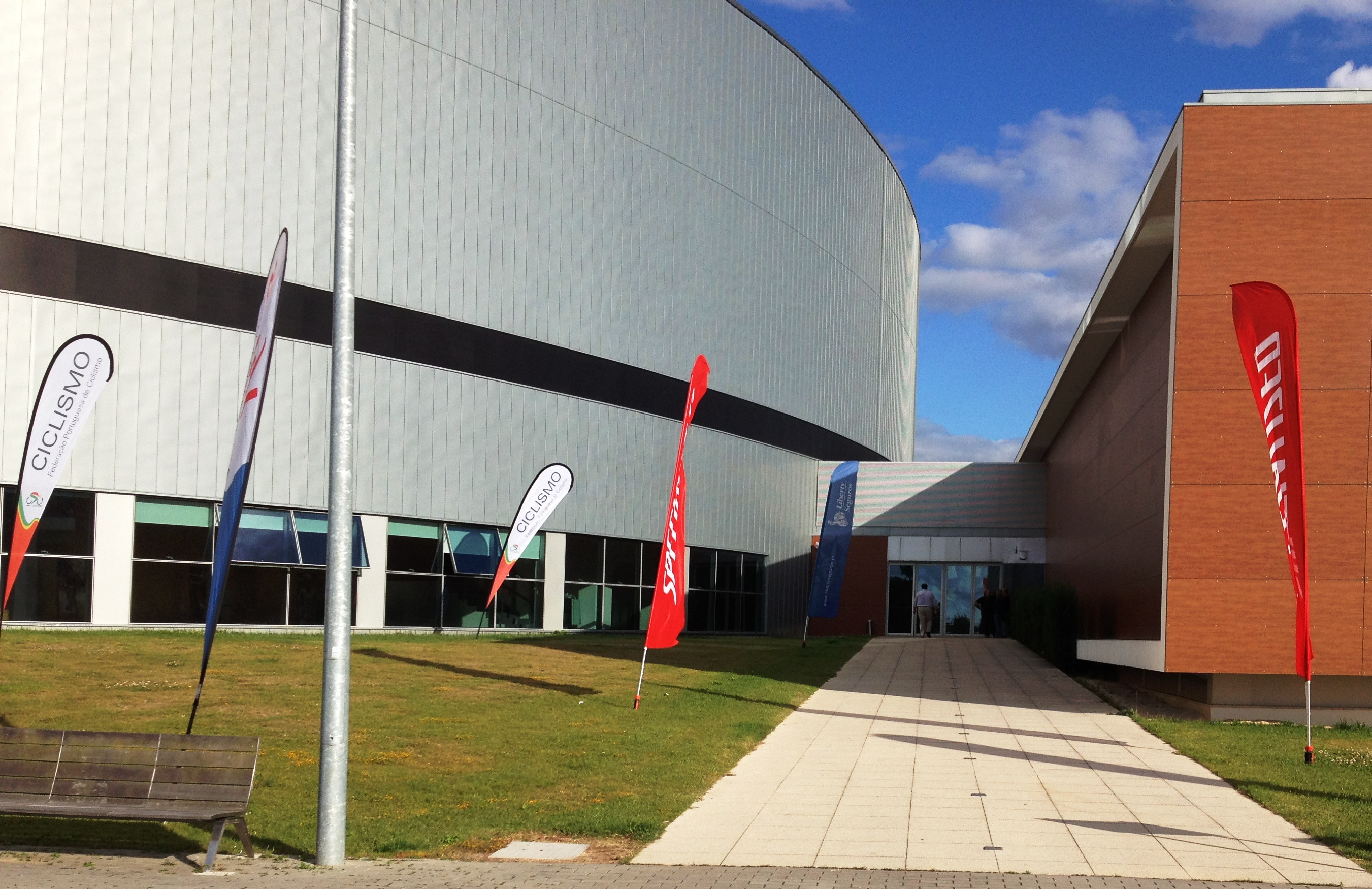
Das Velódromo Nacional

Die Bahnradsport-Europameisterschaften der Junioren/U23 2013 (2013 UEC Jun/U23 Track European Championships) fanden vom 9. bis 14. Juli 2013 im Velódromo Nacional im portugiesischen Sangalhos statt, damit zum dritten Mal nach 2011 und 2012.

## Resultate U23

### Sprint
| Platz | Sportler      | Land |
| ----- | ------------- | ---- |
|       | Pavel Kelemen | CZE  |
|       | Erik Balzer   | GER  |
|       | Hugo Haak     | NED  |

| Platz | Sportlerin          | Land |
| ----- | ------------------- | ---- |
|       | Anastassija Woinowa | RUS  |
|       | Tania Calvo         | ESP  |
|       | Elis Ligtlee        | NED  |

### Keirin
| Platz | Sportler        | Land |
| ----- | --------------- | ---- |
|       | Pavel Kelemen   | CZE  |
|       | Benjamin Édelin | FRA  |
|       | Erik Balzer     | GER  |

| Platz | Sportlerin          | Land |
| ----- | ------------------- | ---- |
|       | Shanne Braspennincx | NED  |
|       | Olivia Montauban    | FRA  |
|       | Yesna Rijkhoff      | NED  |

### Zeitfahren
| Platz | Sportler         | Land |
| ----- | ---------------- | ---- |
|       | Robin Wagner     | CZE  |
|       | Eric Engler      | GER  |
|       | Krzysztof Maksel | POL  |

| Platz | Sportlerin       | Land |
| ----- | ---------------- | ---- |
|       | Elis Ligtlee     | NED  |
|       | Darja Schmeljowa | RUS  |
|       | Tania Calvo      | ESP  |

### Teamsprint
| Platz | Sportler                                   | Land |
| ----- | ------------------------------------------ | ---- |
|       | Erik Balzer Eric Engler Max Niederlag      | GER  |
|       | Pavel Kelemen Robin Wagner Jakub Vyvoda    | CZE  |
|       | Matthijs Büchli Jeffrey Hoogland Hugo Haak | NED  |

| Platz | Sportlerin                              | Land |
| ----- | --------------------------------------- | ---- |
|       | Shanne Braspennincx Elis Ligtlee        | NED  |
|       | Jekaterina Gnidenko Anastassija Woinowa | RUS  |
|       | Rebecca James Victoria Williamson       | GBR  |

### Einerverfolgung
| Platz | Sportler               | Land |
| ----- | ---------------------- | ---- |
|       | Stefan Küng            | SUI  |
|       | Alexander Jewtuschenko | ESP  |
|       | Ryan Mullen            | IRL  |

| Platz | Sportlerin    | Land |
| ----- | ------------- | ---- |
|       | Laura Trott   | GBR  |
|       | Elinor Barker | GBR  |
|       | Lucie Záleská | CZE  |

### Mannschaftsverfolgung
| Platz | Sportler                                                    | Land |
| ----- | ----------------------------------------------------------- | ---- |
|       | Tom Bohli Théry Schir Frank Pasche Stefan Küng              | SUI  |
|       | Fabien Le Coguic Julien Morice Bryan Coquard Romain Le Roux | FRA  |
|       | Ondrej Vendolsky František Sisr Denis Rugovac Ondrej Rybin  | CZE  |

| Platz | Sportlerin                                                                   | Land |
| ----- | ---------------------------------------------------------------------------- | ---- |
|       | Maria Savitskaja Swetlana Belewanzewa Alexandra Gontscharowa Gulnas Badykowa | RUS  |
|       | Inna Metalnikowa Hanna Solowej Angela Primjak Maria Kantcyber                | UKR  |
|       | Elena Cecchini Beatrice Bartelloni Maria Giulia Confalonieri Chiara Vannucci | BEL  |

### Scratch
| Platz | Sportler          | Land |
| ----- | ----------------- | ---- |
|       | Anton Musytschkin | BLR  |
|       | Bryan Coquard     | FRA  |
|       | Ryan Mullen       | IRL  |

| Platz | Sportlerin                | Land |
| ----- | ------------------------- | ---- |
|       | Maria Giulia Confalonieri | ITA  |
|       | Laurie Berthon            | FRA  |
|       | Lucie Záleská             | CZE  |

### Punktefahren
| Platz | Sportler      | Land |
| ----- | ------------- | ---- |
|       | Thomas Boudat | FRA  |
|       | Théry Schir   | SUI  |
|       | Raman Ramanau | BLR  |

| Platz | Sportlerin                | Land |
| ----- | ------------------------- | ---- |
|       | Laura Trott               | GBR  |
|       | Elinor Barker             | GBR  |
|       | Maria Giulia Confalonieri | ITA  |

### Omnium
| Platz | Sportler           | Land |
| ----- | ------------------ | ---- |
|       | Jasper De Buyst    | BEL  |
|       | Casper von Folsach | DEN  |
|       | Thomas Boudat      | FRA  |

| Platz | Sportlerin     | Land |
| ----- | -------------- | ---- |
|       | Laura Trott    | GBR  |
|       | Laurie Berthon | FRA  |
|       | Lucie Záleská  | CZE  |

### Madison
| Platz | Sportler                    | Land |
| ----- | --------------------------- | ---- |
|       | Bryan Coquard Thomas Boudat | FRA  |
|       | Théry Schir Stefan Küng     | SUI  |
|       | Iwan Sawizki Andrei Sazanow | RUS  |

## Resultate Junioren/Juniorinnen

### Sprint
| Platz | Sportler            | Land |
| ----- | ------------------- | ---- |
|       | Maximilian Dörnbach | GER  |
|       | Svajunas Jonauskas  | LTU  |
|       | Sergei Golow        | RUS  |

| Platz | Sportlerin       | Land |
| ----- | ---------------- | ---- |
|       | Melissandre Pain | FRA  |
|       | Nicky Degrendele | BEL  |
|       | Doreen Heinze    | GER  |

### Keirin
| Platz | Sportler              | Land |
| ----- | --------------------- | ---- |
|       | Alexander Dubtschenko | RUS  |
|       | Jan May               | GER  |
|       | Uladzislau Nowik      | BLR  |

| Platz | Sportlerin       | Land |
| ----- | ---------------- | ---- |
|       | Melissandre Pain | FRA  |
|       | Nicky Degrendele | BEL  |
|       | Kyra Lamberink   | NED  |

### Zeitfahren
| Platz | Sportler              | Land |
| ----- | --------------------- | ---- |
|       | Alexander Dubtschenko | RUS  |
|       | Maximilian Dörnbach   | GER  |
|       | Thomas Copponi        | FRA  |

| Platz | Sportlerin         | Land |
| ----- | ------------------ | ---- |
|       | Melissandre Pain   | FRA  |
|       | Doreen Heinze      | GER  |
|       | Tatjana Kisseljowa | RUS  |

### Teamsprint
| Platz | Sportler                                            | Land |
| ----- | --------------------------------------------------- | ---- |
|       | Maximilian Dörnbach Jan May Patryk Rahn             | GER  |
|       | Alexander Dubschenko Alexei Lisenko Wladislaw Fedin | RUS  |
|       | Patryk Rajkowski Mateusz Rudyk Jakub Stecko         | POL  |

| Platz | Sportlerin                             | Land |
| ----- | -------------------------------------- | ---- |
|       | Tatjana Kisseljowa Jekaterina Rogowaja | RUS  |
|       | Doreen Heinze Lisa Klein               | GER  |
|       | Nicky Degrendele Catherine Wernimont   | BEL  |

### Einerverfolgung
| Platz | Sportler           | Land |
| ----- | ------------------ | ---- |
|       | Pawel Chursin      | RUS  |
|       | Valentin Madouas   | FRA  |
|       | Corentin Ermenault | FRA  |

| Platz | Sportlerin      | Land |
| ----- | --------------- | ---- |
|       | Lotte Kopecky   | BEL  |
|       | Olena Demidowa  | UKR  |
|       | Michela Maltese | ITA  |

### Mannschaftsverfolgung
| Platz | Sportler                                                             | Land |
| ----- | -------------------------------------------------------------------- | ---- |
|       | Timur Izzatullin Dmitri Strachow Sergei Mosin Andreo Prostokischin   | RUS  |
|       | Clement Barbeau Jordan Levasseur Corentin Ermenault Valentin Madouas | FRA  |
|       | Simon Brühlmann Chiron Keller Nico Selenati Patrick Müller           | SUI  |

| Platz | Sportlerin                                                                 | Land |
| ----- | -------------------------------------------------------------------------- | ---- |
|       | Arianna Fidanza Francesca Pattaro Michela Maltese Maria Vittoria Sperotto  | ITA  |
|       | Natalia Motsarowa Anastasia Buchnewa Swetlana Wasiliewa Olena Demidowa     | RUS  |
|       | Kaat Van der Meulen Lotte Kopecky Jesse Vandenbulcke Saartje Vandenbroucke | BEL  |

### Scratch
| Platz | Sportler        | Land |
| ----- | --------------- | ---- |
|       | Maksim Andrejew | RUS  |
|       | Rui Oliveira    | POR  |
|       | Zisis Soulis    | GRE  |

| Platz | Sportlerin          | Land |
| ----- | ------------------- | ---- |
|       | Claudia Cretti      | ITA  |
|       | Natasha Grillo      | ITA  |
|       | Kaat Van der Meulen | BEL  |

### Punktefahren
| Platz | Sportler             | Land |
| ----- | -------------------- | ---- |
|       | Pawel Schursin       | RUS  |
|       | Seid Lizde           | ITA  |
|       | Matthias Oseï Vertez | BEL  |

| Platz | Sportlerin          | Land |
| ----- | ------------------- | ---- |
|       | Lotte Kopecky       | BEL  |
|       | Kaat Van der Meulen | BEL  |
|       | Bianca Lust         | NED  |

### Omnium
| Platz | Sportler          | Land |
| ----- | ----------------- | ---- |
|       | Lindsay De Vylder | BEL  |
|       | Riccardo Minali   | ITA  |
|       | Jordan Levasseur  | FRA  |

| Platz | Sportlerin          | Land |
| ----- | ------------------- | ---- |
|       | Łucja Pietrzak      | POL  |
|       | Edita Mazurevičiūtė | LTU  |
|       | Soline Lamboley     | FRA  |

### Madison
| Platz | Sportler                            | Land |
| ----- | ----------------------------------- | ---- |
|       | Jordan Levasseur Corentin Ermenault | FRA  |
|       | Wladislaw Kreminski Roman Hladysch  | DEN  |
|       | Clement Barbeau Lucas Destang       | FRA  |

## Medaillenspiegel
| Rang   | Land                   | Gold | Silber | Bronze | Gesamt |
| ------ | ---------------------- | ---- | ------ | ------ | ------ |
| 1      | Russland               | 9    | 5      | 3      | 17     |
| 2      | Frankreich             | 6    | 8      | 6      | 20     |
| 3      | Belgien                | 4    | 3      | 4      | 11     |
| 4      | Deutschland            | 3    | 6      | 2      | 11     |
| 5      | Italien                | 3    | 3      | 3      | 9      |
| 6      | Vereinigtes Königreich | 3    | 2      | 1      | 6      |
| 7      | Tschechien             | 3    | 1      | 4      | 8      |
| 8      | Niederlande            | 3    | 0      | 6      | 9      |
| 9      | Schweiz                | 2    | 2      | 1      | 5      |
| 10     | Polen                  | 1    | 0      | 2      | 3      |
| 10     | Belarus                | 1    | 0      | 2      | 3      |
| 12     | Ukraine                | 0    | 3      | 0      | 3      |
| 13     | Litauen                | 0    | 2      | 0      | 2      |
| 14     | Spanien                | 0    | 1      | 1      | 2      |
| 15     | Dänemark               | 0    | 1      | 0      | 1      |
| 15     | Portugal               | 0    | 1      | 0      | 1      |
| 17     | Irland                 | 0    | 0      | 2      | 2      |
| 18     | Griechenland           | 0    | 0      | 1      | 1      |
| Gesamt | Gesamt                 | 38   | 38     | 38     | 114    |